# Recchia (escarabajo)
Recchia es un género de escarabajos longicornios de la tribu Aerenicini. Fue descrito por Lane en 1966.

## Especies
- Recchia abauna Martins & Galileo, 1998
- Recchia acutipennis Gahan, 1889
- Recchia albicans (Guérin-Méneville, 1831)
- Recchia boliviana Martins & Galileo, 1998
- Recchia claudinae Dalens & Robin, 2024
- Recchia distincta (Lane, 1939)
- Recchia drechseli Mehl & al., 2015
- Recchia fallaciosa Lane, 1966
- Recchia flaveola Martins & Galileo, 1985
- Recchia fonsecai (Lane, 1939)
- Recchia gemignanii (Lane, 1939)
- Recchia goiana Martins & Galileo, 1985
- Recchia gracilis Martins & Galileo, 1985
- Recchia hirsuta (Bates, 1881)
- Recchia hirticornis (Klug, 1825)
- Recchia lanei Martins & Galileo, 1985
- Recchia ludibriosa Lane, 1966
- Recchia moema Martins & Galileo, 1998
- Recchia nearnsi Galileo, Santos-Silva & Le Tirant, 2015
- Recchia parvula (Lane, 1938)
- Recchia piriana Martins & Galileo, 1998
- Recchia planaltina Martins & Galileo, 1998
- Recchia procera Martins & Galileo, 1985
- Recchia ravida Martins & Galileo, 1985
- Recchia veruta Lane, 1966
- Recchia volcanensis Galileo & Santos-Silva, 2016